# Ballarra alpina
Ballarra alpina is een hooiwagen uit de familie Neopilionidae. De wetenschappelijke naam van Ballarra alpina gaat terug op G. S. Hunt & J. C. Cokendolpher.